# Berberis ciliaris
Berberis ciliaris là một loài thực vật có hoa trong họ Hoàng mộc. Loài này được Lindl. mô tả khoa học đầu tiên năm 1850.